# The Hearse
The Hearse (bra/prt: O carro fúnebre ) é um filme de terror estadunidense dirigido por George Bowers e estrelado por Trish Van Devere e Joseph Cotten. Ele narra a história de uma professora de São Francisco que se muda para uma cidade do norte da Califórnia para passar o verão em uma casa que ela herdou de sua falecida tia, e descobre coisas sobre o passado de sua tia, como o fato de que ela fazia adorações ao diabo, o que aparenta ser a raiz das ocorrências sobrenaturais naquela casa.

## Enredo
Jane Hardy, uma professora em San Francisco, sofre um colapso nervoso após o divórcio e a morte simultânea de sua mãe. Para se recuperar emocionalmente, ela decide passar o verão na cidade rural de Blackford, em uma casa deixada para ela por sua falecida tia, Rebecca. Ao chegar, ela recebe as chaves da casa de Walter Pritchard, um advogado local que afirma que a mãe de Jane uma vez prometeu dar-lhe a propriedade. Pouco depois de se mudar, Jane começa a experimentar ocorrências sobrenaturais, incluindo testemunhar aparições de sua tia Rebecca e um carro funerário preto fantasmagórico dirigido por um homem misterioso que estaciona na garagem antes de desaparecer. Além disso, ela está preocupada com as reações passivo-agressivas dos moradores locais à sua presença na cidade, inclusive de Pritchard, que deliberadamente se apressou em colocar a casa em seu nome.
Jane contrata Paul, filho do dono da loja de ferragens local, para ajudá-la a fazer reparos na casa. Jane encontra um baú no sótão cheio de lembranças pessoais de sua tia, incluindo um diário no qual ela escreveu sobre sua vida como esposa de um pastor. Tarde da noite, Jane bate o carro a caminho de casa e recebe uma carona de Tom Sullivan, um homem misterioso, mas gentil, que passa em um carro preto antigo. Tom paga um caminhão de reboque para Jane e volta na noite seguinte com o carro dela. Jane aceita seu convite para passear de barco em um lago próximo.
Mais tarde naquela noite, Jane descobre mais detalhes do diário de sua tia Rebecca que revelam que Rebecca foi doutrinada por seu namorado Robert, que era um adorador do diabo, e a convenceu a se juntar a ele em um pacto com Satanás. Pouco depois, Jane tem um pesadelo vívido no qual é levada pelo carro fúnebre enquanto sua tia assiste de casa, e Jane observa seu próprio funeral. A estabilidade mental de Jane é ainda mais desafiada por outros acontecimentos estranhos na casa, incluindo os sons do que ela acredita serem pessoas invadindo a casa à noite. Mais tarde, ela vê uma mulher de um de seus pesadelos na igreja local, mas seus medos são amenizados pelo reverendo Winston.
Assim que a casa é finalmente concedida a Jane, Pritchard confirma a Jane que sua tia Rebecca adorava Satanás e que, após sua morte, o carro fúnebre que carregava seu corpo caiu na estrada próxima; o motorista do carro fúnebre, junto com o corpo de Rebecca e seu caixão, desapareceu inexplicavelmente. Desde esse evento, os moradores locais foram assombrados pela imagem do carro fúnebre. Enquanto isso, Jane continua seu romance com Tom e, após um encontro, o convida para sua casa, onde eles fazem sexo. O romance de Jane com Tom perturba Paul, que expressa que também se sente atraído por ela.
Uma noite, depois que Tom não consegue chegar a um encontro, um Pritchard bêbado começa a vandalizar a casa, fazendo com que Jane fuja aterrorizada. Paul chega logo depois para deixar flores para Jane, apenas para ser atacado por um assaltante invisível. Enquanto isso, Jane chega à casa de Tom, mas a encontra inexplicavelmente abandonada e em ruínas; ela encontra uma foto antiga emoldurada de uma jovem Rebecca com Tom. Atrás da casa, Jane encontra uma lápide com a inscrição "Robert Thomas Sullivan". Aterrorizada, Jane volta para sua casa para arrumar seus pertences, com a intenção de ir embora. No banheiro, ela encontra o cadáver de Pritchard pendurado no chuveiro, junto com o corpo de Paul. Jane é confrontada por Tom, que professa seu amor por ela e explica que Rebecca era "muito fraca" e não cumpriu seu pacto com Satanás. Prometendo a Jane a vida eterna, Tom começa a lançar um feitiço sobre ela, mas é interrompido pelo reverendo Winston, que inicia um exorcismo para salvar Jane. Ela foge em seu carro, seguida por Tom dirigindo o carro fúnebre. A perseguição termina em uma colisão que faz com que o carro caia de um penhasco e exploda.
De volta à casa, uma aparição de Rebecca aparece na janela enquanto a casa escurece.

## Elenco
- Trish Van Devere como Jane Hardy
- Joseph Cotten como Walter Pritchard
- David Gautreaux como Tom Sullivan
- Donald Hotton como Reverend Winston
- Med Flory como Sheriff Denton
- Donald Petrie como Luke
- Christopher McDonald como Pete
- Perry Lang como Paul Gordon
- Fred Franklyn como Mr. Gordon
- Al Hansen como Bo Rehnquist
- Dominic Barto como The Driver
- Nicholas Shields como Dr. Greenwalt
- Chuck Mitchell como Counterman
- Allison Balson como Alice
- Jim Gatherum como Garoto #1
- Victoria Eubank como Lois
- Tanya Bowers como a estudante
- Dennis Quaid como marceneiro (não creditado)